# Teralatirus funebris
Teralatirus funebris là một loài ốc biển, là động vật thân mềm chân bụng sống ở biển thuộc họ Fasciolariidae.